# Kamiko
Kamiko est un jeu vidéo d'action-aventure développé par Skipmore et édité par Flyhigh Works, sorti en 2017 sur Nintendo Switch.

## Accueil
- Jeuxvideo.com : 14/20[1]